# Halton del Oeste
West Halton (oficialmente, West Halton and Coleby) es una parroquia civil situada en North Lincolnshire, Inglaterra. Según el censo de 2021, tiene una población de 340 habitantes.
Está situada a unos 4 km al noroeste de Winterton, aproximadamente a 11 km al norte de Scunthorpe, y a 3 km al sur de Humber Estuary. La parroquia incluye una parte de Coleby, una aldea al sur del pueblo.
El asentamiento en West Halton ha existido desde al menos el período anglosajón, cuando tradicionalmente se creía que había sido fundado como un monasterio o una catedral por St Æthelthryth. Excavaciones hechas por la Universidad de Sheffield confirmaron la presencia de un asentamiento del siglo VII. West Halton está registrada en el Libro Domesday como "Haltone". El nombre ha sido traducido como "granja en una esquina o rincón de terreno".
West Halton tiene un espacio verde comunitario. También hay un pub, The Butchers Arms, y un salón municipal, que ha servido como oficina postal a medio tiempo desde que la oficina postal del pueblo cerró. No hay tiendas en el pueblo. La iglesia está dedicada a Eteldreda de Ely; fue construida en 1695 como sustituto de un edificio anterior que fue destruido por un incendio en 1692.
Hornsby Travel provee un servicio de autobús, subvencionado por el North Lincolnshire Council (Concejo de North Lincolnshire). La ahora cerrada estación ferroviaria de West Halton fue construida en 1906 por la North Lindsey Light Railway.

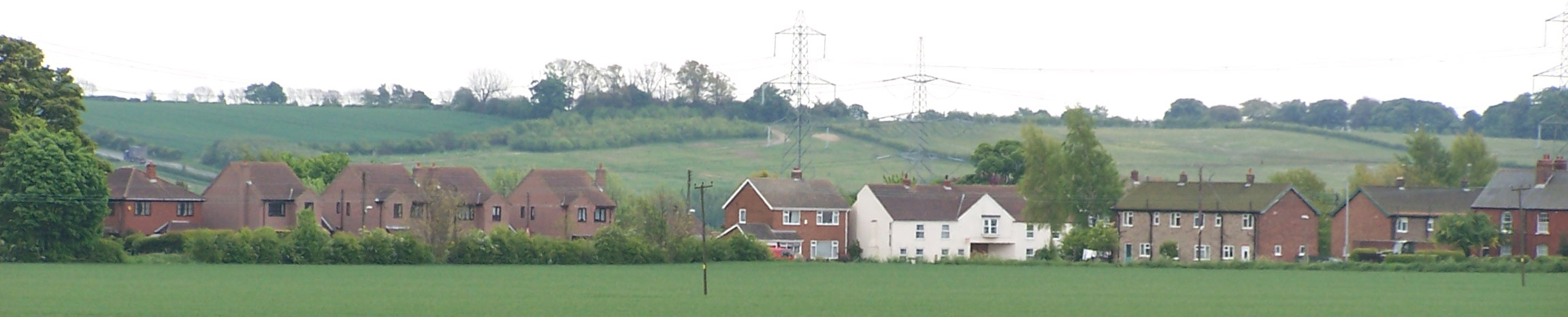